# Mount Sims
Mount Sims (ou simplesmente Mt. Sims) é o nome artístico de Matthew Sims, um músico alemão baseado nos EUA.
Artista performático, DJ, produtor e músico. Seus trabalhos anteriores estavam situados no campo da música eletrônica, embora ele tenhas influências tão variadas quanto post punk, new wave, techno e darkwave. Sims é quase exclusivamente responsável por todos os aspectos de sua música, desde os vocais, instrumentação e de produção. No entanto,  atualmente Mount Sims, é uma banda que incluir três integrantes, o próprio Mt. Sims, Rand Twigg Lange no baixo e Andre Lange na bateria.

## Histórico
A temática sexual é um ponto central na música e nas apresentação de Mount Sims, com letras explicitas e nudez em seus shows. Tendo Giorgio Moroder, Depeche Mode, e Curtis Mayfield como influências musicais declaradas, Sims, assim como o grupo Fischerspooner de Nova York, executa shows que se parecem mais com performances ao vivo do que com simples execuções de um DJ.
Ultra Sex, seu álbum de estréia, primeiro chamou a atenção do Dj Hell, Alemanha, da Gigolo Records. Em seguida, a Emperor Norton Records, selo especializado em música underground, lançou o disco nos EUA com quatro faixas adicionais produzidas por Mickey Petralia.
Em 2009, Sims colaborou em quase todas as faixas do álbum Tomorrow, In A Year, da dupla The Knife.

## Discografia

### Álbuns solo
- Ultra Sex (Gigolo Records) (2002)
- Wild Light (Gigolo Records) (2005)
- Happily ever after (Hungryeye Records) (2009)

### Eps e Sinlges
- A Grave E.P. (Hungryeye Records) (2009)
- Hate Fuck (single, 2003)

### Colaborações
- Tomorrow, In a Year (com The Knife e Planningtorock) (Rabid Records) (2010)